# Moskvitch 412
Le constructeur automobile russe Moskvitch a produit la berline Moskvitch 412 de 1967 à 1976. Version évoluée de la 408 de 1965, elle s'en distingue par ses phares rectangulaires. La voiture sera construite jusqu'en 2001 par l'usine Izhmash d'Ijevsk.

## Histoire

### Un moteur inspiré par BMW
En 1968, la 408 va sur ses quatre ans et commence peu à peu à dater. Le 12 février 1968, Moskvitch dévoile alors la 412, version améliorée de la 408, qui se reconnaît facilement grâce à des phares rectangulaires et à de nouveau feux. La 408 reste cependant au catalogue. Les versions break (427), pick-up et fourgonnette (434), sont toujours disponibles.
Le moteur est lui entièrement nouveau. Il s'agit d'un quatre-cylindres d'1,5 L (1 478 cm3) développant 80 ch, de forte inspiration BMW. Il est réalisé en alliage léger. La boîte est désormais à quatre rapports, et le tout forme un ensemble enfin moderne. Les performances sont en forte hausse, avec un kilomètre départ arrêté en 38,6 s, une vitesse de pointe de l'ordre de 147 km/h, et une consommation en baisse, avec 8,1 litres aux 100 km.
Le 25 octobre 1968, l'usine change de nom, et abandonne l'appellation « MZMA » pour « AZLK », signifiant « Avtomobilny Zavod Leninskogo Komsomola » (Fabrique automobile de la jeunesse léniniste).
La 412 arrive en France à l'automne 1970.

### Palmarès sportif
Fin 1968, quatre Moskvitch sont engagées au rallye Londres-Sydney. 96 voitures sont au départ, et 56 à l'arrivée, dont les quatre 412, seul équipage au complet. Un an et demi plus tard, au rallye Wembley-Mexico, les trois Moskvitch font partie des classés à l'arrivée des 23 voitures rescapées, sur 98 engagées. En 1971, aux 24 Heures de Spa, les deux Moskvitch rallient l'arrivée avec dix-sept autres survivants, sur soixante voitures au départ.

### Près de 30 ans de carrière
La carrière de la 412 chez Moskvitch prendra fin en 1976, avec son remplacement par la 2140. Mais l'usine Izh d'Ijevsk continuera à l'assembler jusqu'en 1997, après l'avoir légèrement restylée en 1980. Une version cinq-portes nommée Izh-2715 en sera dérivée. Les chiffres de production ne sont pas connus avec précision.

## Galerie

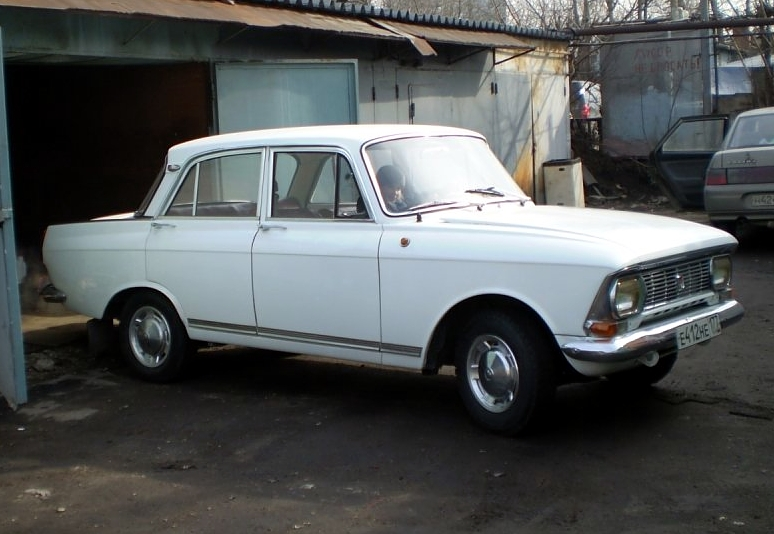
Moskvitch 412 de 1975.
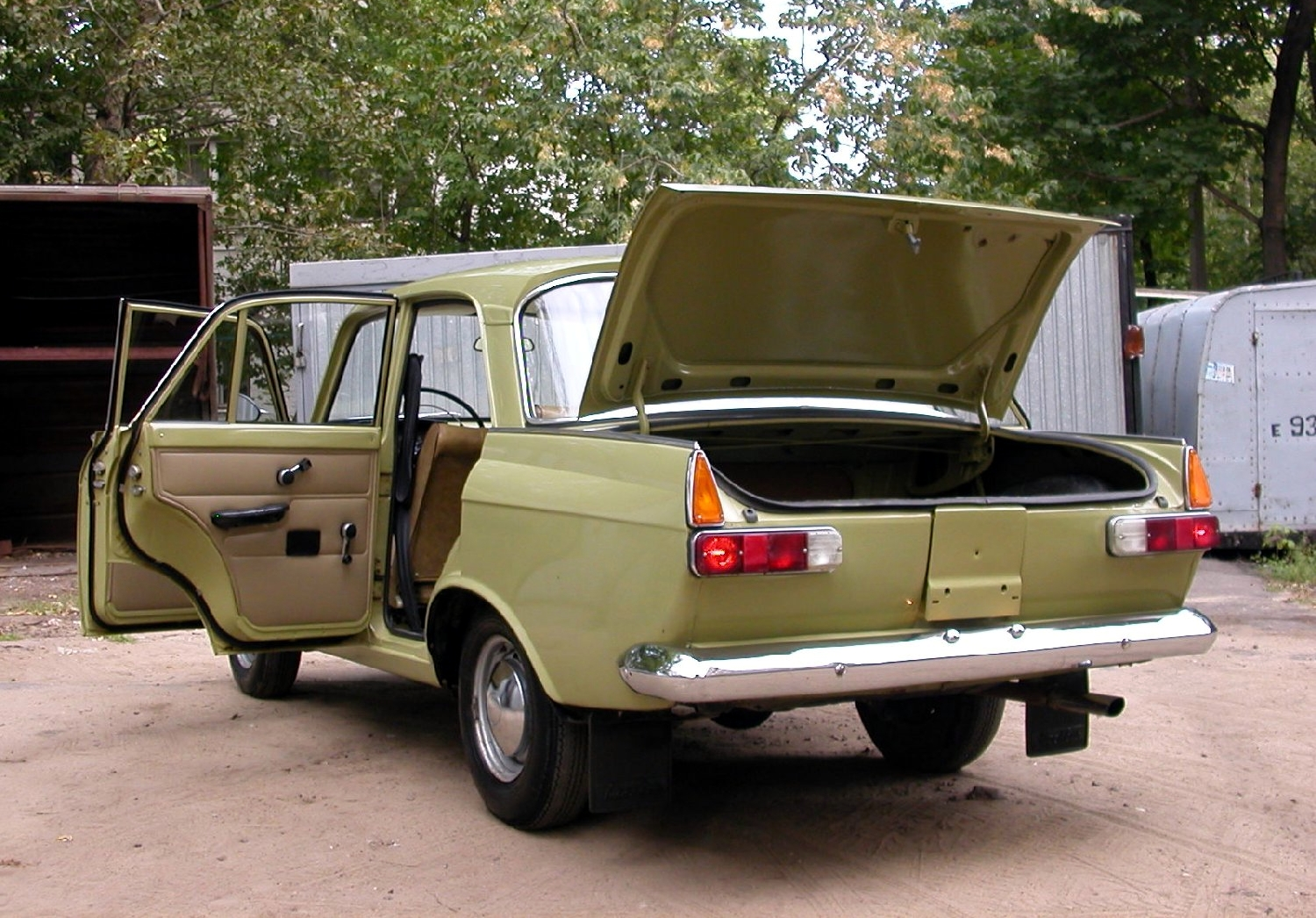
Moskvitch 412 de 1974.
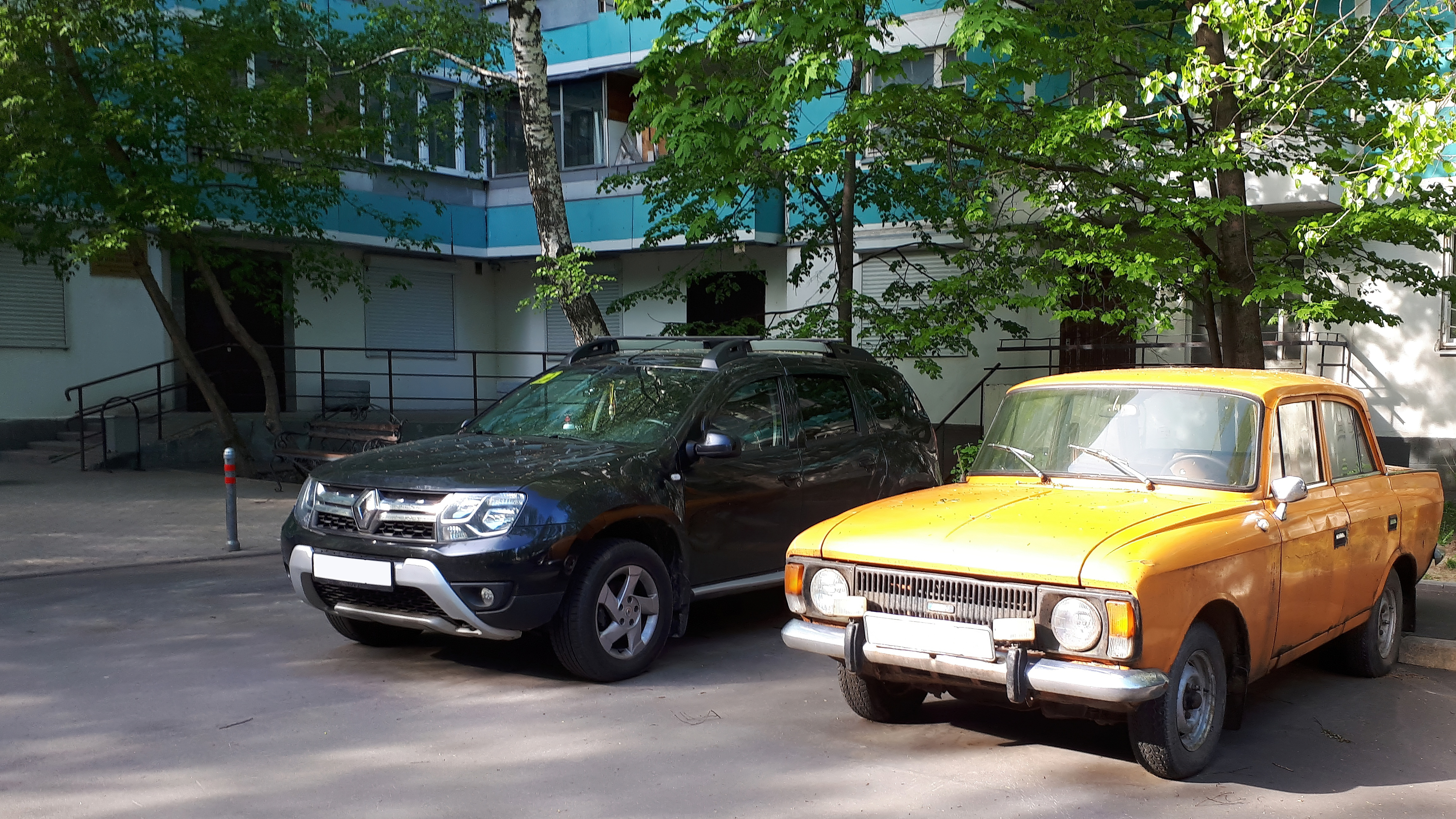
Izh-412-028.
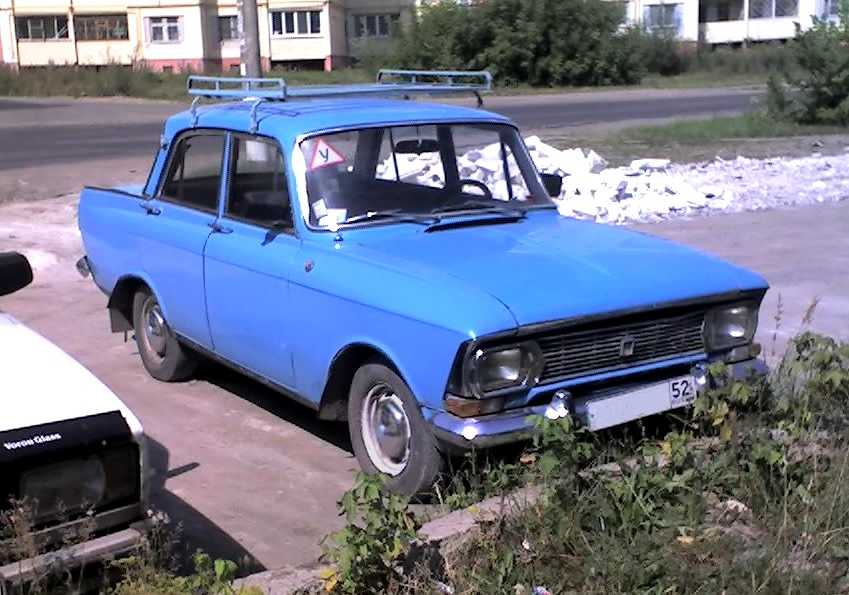
Moskvitch 412.
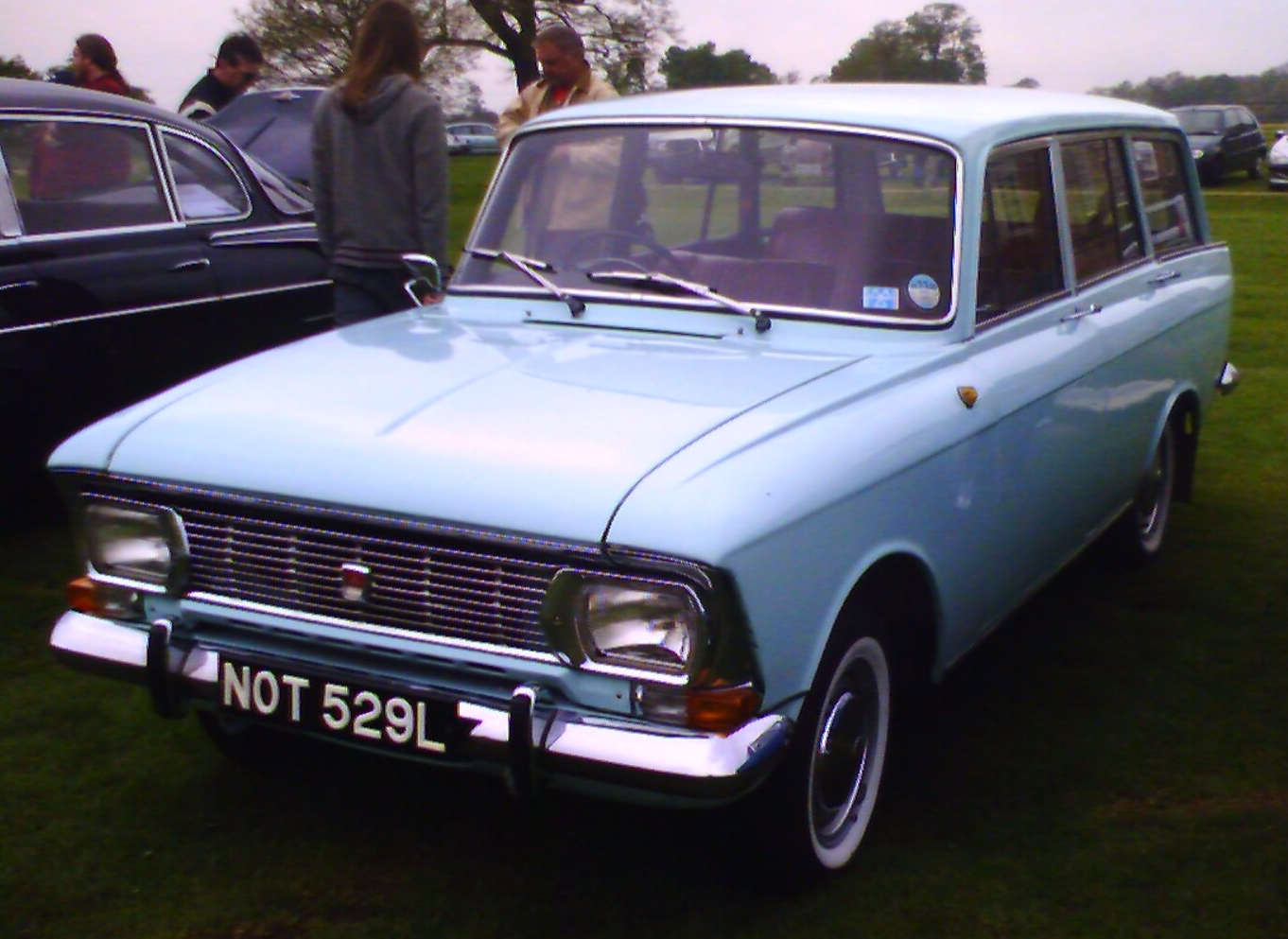
Break Moskvitch 427 destiné au marché britannique.
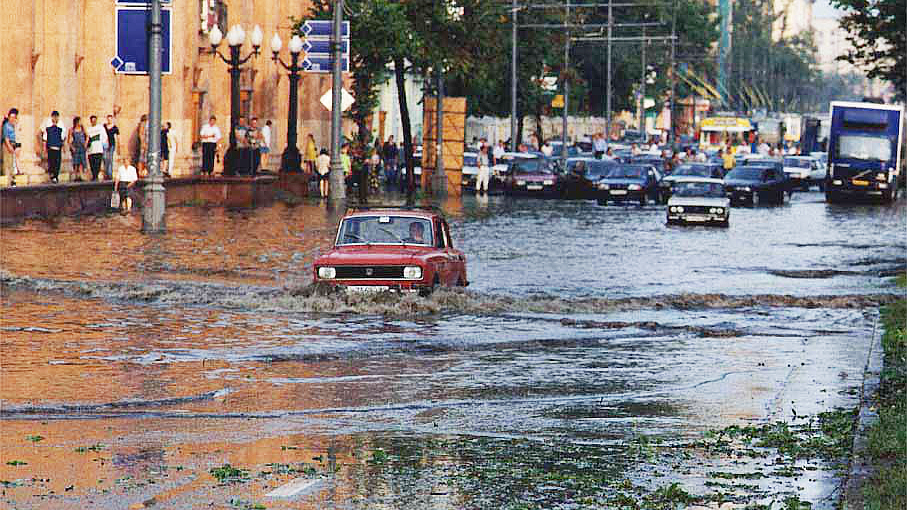
Une Moskvitch-412IE surmonte un obstacle d'eau après la pluie et de la grêle à Moscou à l'été 1996.

## Sources
- Bernard Vermeylen, Voitures des pays de l'Est, Boulogne-Billancourt, ETAI, 2008, 239 p. (ISBN 978-2-7268-8808-7, OCLC 470767381)